# (4082) Swann
(4082) Swann es un asteroide perteneciente al cinturón de asteroides, descubierto el 27 de septiembre de 1984 por Carolyn Shoemaker desde el Observatorio del Monte Palomar, Estados Unidos.

## Designación y nombre
Designado provisionalmente como 1984 SW3. Fue nombrado Swann en honor al geólogo estadounidense Gordon A. Swann.